# Schächen
Der Schächen ist ein 18,8 Kilometer langer rechter Nebenfluss der Reuss im Schweizer Kanton Uri. Er entwässert das Schächental und seine Seitentäler auf einem Gebiet von 108 Quadratkilometern.

## Geographie

### Verlauf
Der Schächen entspringt als Stäuben auf etwa 2222 m ü. M. am Chammliberg auf dem Gemeindegebiet von Unterschächen.

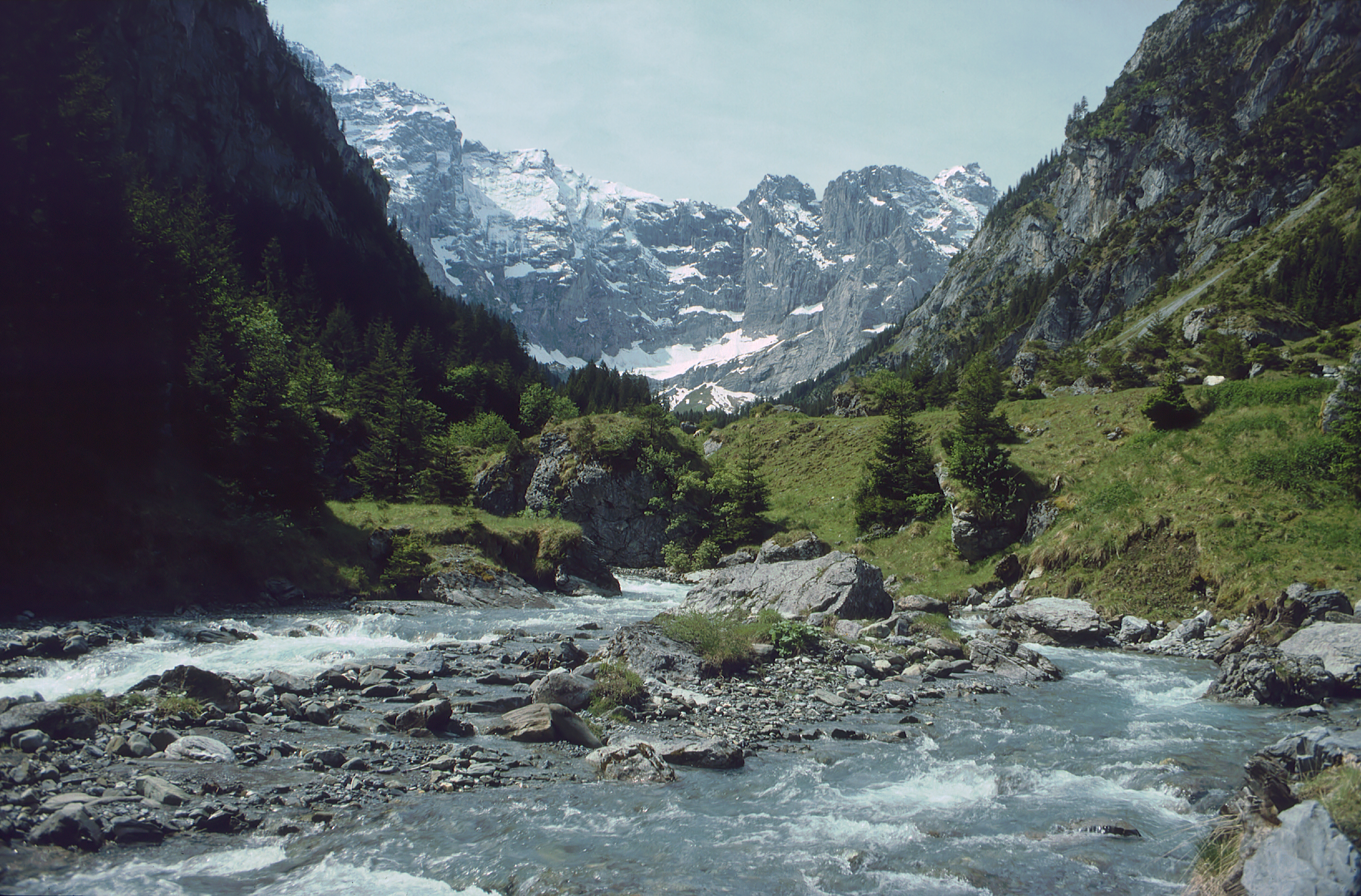
Der Hinter Schächen im Brunnital

Der Stäuben fliesst anfangs in nordwestliche Richtung, bis er beim Stäubifall bei Äsch ins Schächental eintritt. Dort nimmt er von rechts den am Klausenpass entspringenden Niemerstafelbach auf und trägt nun den Namen Vorder Schächen.
Der Vorder Schächen fliesst nun in vorwiegend westliche Richtung. Wenig unterhalb des Dorfzentrums von Unterschächen läuft ihm von links der aus dem Brunnital kommende Hinter Schächen zu, sein wichtigster Zufluss; ab dort trägt er die Bezeichnung Schächen.
Der Schächen passiert nun Spiringen und kurz nach seinem Eintritt ins Reusstal ist er Grenzgewässer zwischen Bürglen und Schattdorf bis zu seiner Mündung in die Reuss. Diese letzten Flussabschnitte im Reusstal wurden begradigt.

### Einzugsgebiet
Das 108 km² grosse Einzugsgebiet des Schächens liegt in den Glarner Alpen und wird durch ihn über die Reuss, die Aare und den Rhein zur Nordsee entwässert.
Es besteht zu 23,2 % aus bestockter Fläche, zu 38,6 % aus Landwirtschaftsfläche, zu 1,8 % aus Siedlungsfläche und zu 36,3 % aus unproduktiven Flächen.
Die Flächenverteilung
Die mittlere Höhe des Einzugsgebietes beträgt 1727,5 m ü. M., die minimale Höhe liegt bei 454 m ü. M. und die maximale Höhe bei 3186 m ü. M.

### Zuflüsse
- Niemerstafelbach (rechts), 3,7 km, 0,46 m³/s
- Wannelerbach (links), 2,0 km
- Fritertalbach (rechts), 1,5 km
- Hinter Schächen (links), 6,4 km, 26,7 km², 1,6 m³/s
- Eggental(bach) (rechts), 1,2 km
- Butzenbächli (rechts), 0,1 km
- Eggelibach (rechts), 2,4 km
- Breitenbächli (rechts), 0,6 km
- Milchbach (links), 0,8 km
- Hinter Mülibach (Grenzbach) (rechts), 2,5 km
- Engtalbach (links), 0,4 km
- Krummwasenbach (rechts), 1,2 km
- Hundstal(bach) (links), 1,1 km
- Derelenbächli (rechts), 0,3 km
- Humbächli (rechts), 0,1 km
- Mattenbächli (rechts), 0,7 km
- Brunnelibächli (rechts), 0,7 km
- Kneubächli (rechts), 0,4 km
- Schuttbächli (links), 0,1 km
- Vorder Mülibach (rechts), 2,1 km
- Oberdorfbächli  (rechts), 0,4 km
- Butzlibach  (rechts), 1,3 km
- St. Antonibächli (rechts), 1,0 km
- Brustbach (rechts), 0,1 km
- Sulzbach (links), 3,2 km, 3,9 km²
- Chilenbächli (rechts), 0,2 km
- Schwandelibach (links), 0,5 km
- Plangental(bach) (links), 0,4 km
- Locherbach (rechts), 2,3 km, 0,7 km²
- Seldbächli (links), 0,8 km
- Wilerlibach  (links), 1,4 km
- Gangbach (rechts), 4,2 km, 5,2 km², 0,3 m³/s
- Glattenriedbach (links), 0,6 km
- Guggibach (rechts), 4,2 km, 3,3 km²
- Lehnstutzbach (rechts), 0,9 km
- Riedertalbach (links), 4,4 km, 4,3 km²
- Holdenbach (rechts), 3,8 km, 5,1 km², 0,3 m³/s
- Wilerlital(bach) (rechts), 0,8 km
- Graggital(bach) (rechts), 1,5 km
- Näsital(bach) (rechts), 0,6 km
- Billenzug (rechts), 1,1 km
- Gosmerbach (links), 2,1 km
- → (Abzweig des Altdorfer Dorfbachs) (Dorfbach Altdorf) (nach rechts), 4,7 km, 8,6 km²

## Hydrologie
Bei der Mündung des Schächens in die Reuss beträgt seine modellierte mittlere Abflussmenge (MQ) 6,21 m³/s. Sein Abflussregimetyp ist nivo glaciaire und seine Abflussvariabilität beträgt 17.

## Brücken

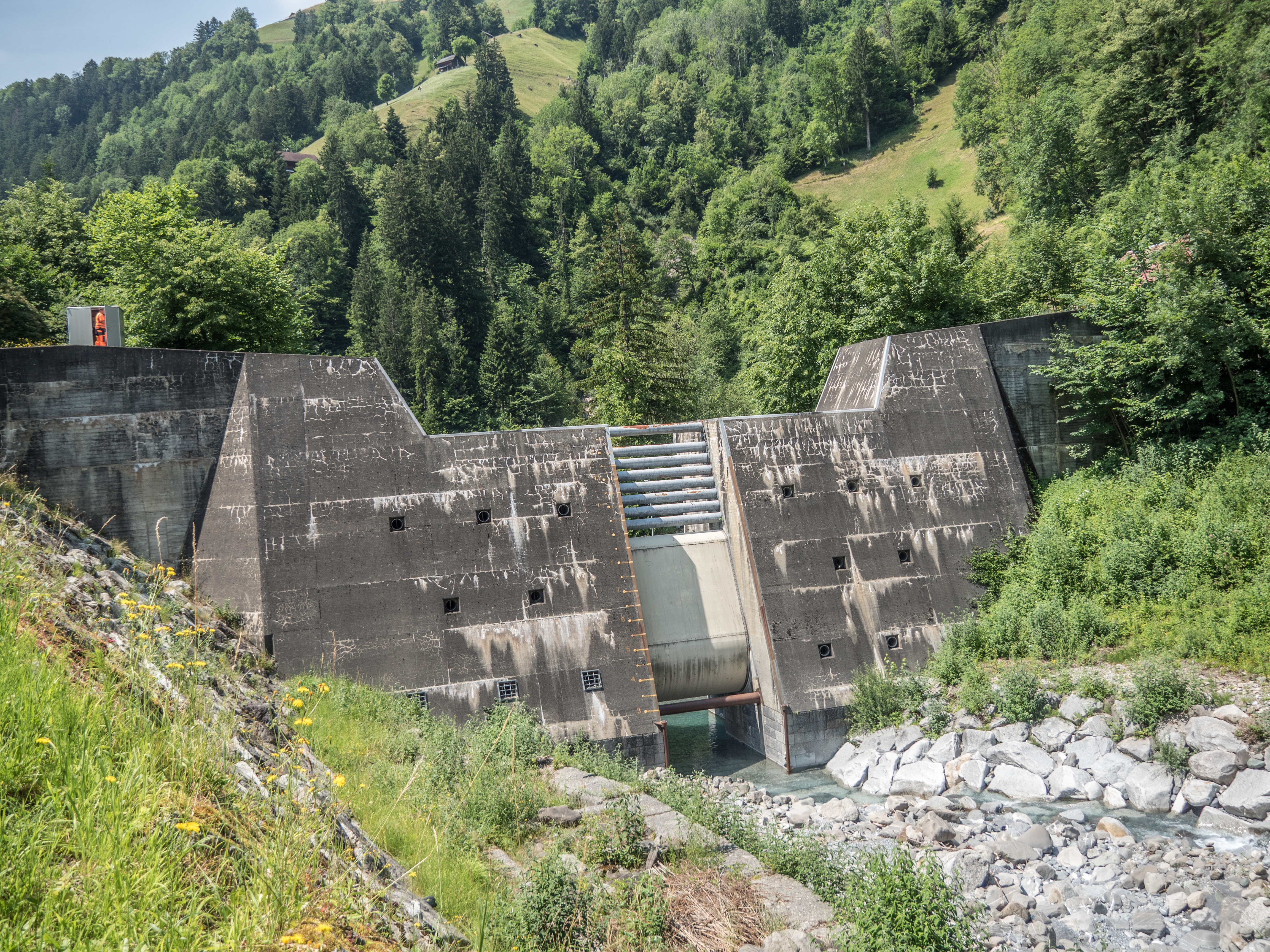
Geschiebesammler Stiglisbrücke in Bürglen

Auf seinem Weg wird er von rund 40 Brücken überquert.

## Legende
Der Legende zufolge soll Wilhelm Tell im Schächenbach ein Kind vor dem Ertrinken gerettet haben.